# فایو فرک (کارولینای جنوبی)
فایو فرک(به انگلیسی: Five Forks) شهری در ایالت کارولینای جنوبی کشور ایالات متحده آمریکا است که جمعیت آن در سرشماری سال ۲۰۱۰ میلادی، ۱۴٬۱۴۰ نفر بوده‌است.